# Powiat Krotoszyński
Der Powiat Krotoszyński ist ein Powiat (Kreis) in der polnischen Woiwodschaft Großpolen. Der Powiat hat eine Fläche von 714,2 km², auf der etwa 77.300 Einwohner leben. Die Bevölkerungsdichte beträgt 108 Einwohner/km² (2019). Der 1998 gebildete Powiat umfasst sechs Gemeinden mit fünf Städten, zum deutschen Landkreis Germersheim besteht eine Partnerschaft.

## Gemeinden
Der Powiat umfasst sechs Gemeinden, davon eine Stadtgemeinde, vier Stadt-und-Land-Gemeinden und eine Landgemeinde.

### Stadtgemeinde
- Sulmierzyce

### Stadt-und-Land-Gemeinden
- Kobylin
- Koźmin Wielkopolski
- Krotoszyn
- Zduny

### Landgemeinde
- Rozdrażew